# Наша нива (1920)
На́ша ни́ва (бел. Наша Ніва) — еженедельная общественно-политическая и литературная газета демократического направления. Вторая газета с таким названием, попытка воссоздания одноимённого издания периода 1906—1915. Третья газета с тем же названием, позиционирующая себя как правопреемница предшествующих изданий, была основана в 1991 году.

## История
Издавалась в Вильно в условиях польской оккупации, на белорусском языке, в период с 28 октября 1920 по 20 декабря 1920. Вышло 9 номеров. Редактор — В. Знамеровский, с 3-го номера.
Газета освещала события, связанные с оккупацией Беларуси польскими войсками и подготовкой её раздела между соседними государствами. Много внимания уделяла политическому будущему Беларуси, утверждала неотъемлемость права белорусов на собственное суверенное государство. Писала про создание Серединной Литвы. Негативно высказывалась про действия Булак-Балаховича.
Запрещена польской военной цензурой.